# ウェイロニ
「ウェイロニ」（韓国語原題: 왜 이러니, 英語:oh come on、詳しくは下記参照）、邦題「どうしてなの」は、女性歌手グループT-ARAの曲である。2010年冬から翌年にかけての歌番組における活動曲である。2010年発売のミニアルバム、Temptasticの楽曲として配信された。その後、2012年にEMIミュージック・ジャパンから日本語版が『Jewelry box』に収録されて発売された。

## 記事名
正式な英語と日本語によるタイトルが長期間存在しなかったが、英語タイトルは、「Why Are You Being Like This?」または「Why Are You Being Like This?」であり、日本語タイトルは「どうしてそうなの」･「なぜ、このようだから」で通用している。英語正式タイトル「oh come on」は全く知られておらず、使われてもいない（この曲から数年後に開設された公式動画サイトcoremidasなどのみ）。
邦題はEMI版韓国語ベスト盤において「ウェイロニ（どうしてそうなの）」が正式な邦題として明らかになったが、日本語版の「ウェイロニ (Japanese ver.)」が先に発売されているため、記事名を「ウェイロニ」としている。

## 楽曲解説
T.T.Lなどを手がけたしたキム・ドフンが作曲し、当時同じ事務所だったヤンパが作詞している。歌番組ではYaYayaと同時並行して出演活動をした。サビで人差し指をノックする動作が特徴的。
Mnetを除いて歌番組の衣装には規制があり、この楽曲の衣装は衣装を数回変更している。当初予定では、薄いストッキングの下にショートスパッツ状のもの身に着けていたため、下着が透けているように視聴者から認識されるおそれがあることから、『KBSミュージックバンク』の初登場では当初予定のストッキングを自主的に二重に、『SBS人気歌謡』からは局側からの提案でストッキングに変えレギンスを履いている。

## 収録アルバム
- Vol Two Temptastic （2010年12月1日）
- John Travolta Wanna Be （2010年6月30日）
  - 4. 왜 이러니  (Remix Ver.)
- Roly-Poly in 코파카바나 （2010年8月22日）
  - 5. 왜 이러니 (Remix ver.)
- Jewelry box （2012年6月6日）
  - ウェイロニ (Japanese Ver.)
- T-ARA's Best of Best 2009-2012 〜Korean ver.〜 （2012年10月17日）
  - ウェイロニ（どうしてそうなの）
- T-ARA Special - TARA's Free Time In Paris And Swiss （2012年10月22日）
LOENによる写真集の付録

## ミュージックビデオ
2010年11月23日にGOMなど韓国有力動画サイトにて配信された。

## 外部
- coremidas公式ミュージックビデオ 「ウェイロニ」

## 魔電女孩によるカバー
台湾出身の2人と上海、北京の女性によって構成された台湾の歌手グループ、魔電女孩 (Momo Danz) のデビュー曲「為了你」は「ウェイロニ」のカバー曲である。デビューアルバムに収録の曲で、ミュージックビデオも作られた。